# Lou Correa
Lou Correa właściwie Jose Luis Correa (ur. 24 stycznia 1958 w Los Angeles) – amerykański polityk, członek Partii Demokratycznej.

## Działalność polityczna
Od 1998 do 2004 zasiadał w Zgromadzeniu Stanowym Kalifornii. Od 2006 zasiadał w Senacie stanu Kalifornia. Następnie od 3 stycznia 2017 jest przedstawicielem 46. okręgu wyborczego w stanie Kalifornia w Izbie Reprezentantów Stanów Zjednoczonych.